# 鳥苷酸轉移酶
鳥苷酸轉移酶（英語：Guanylyltransferase）是一種使鳥苷單磷酸基團（通常從GTP轉移到另一個分子）釋放焦磷酸的酶。許多真核生物的鳥苷酸轉移酶是加帽酶，它們在mRNA的共轉錄修飾中催化5'端帽的形成。因為RNA分子的5'末端以磷酸基團結尾，所以RNA和GTP分子之間形成的鍵是不尋常的5'-5'三磷酸鍵，而不是其他形成一條RNA鏈的核苷酸之間的3'-5'鍵。在加帽酶中，高度保守的離氨酸殘基充當催化殘基，形成共價的酶-GMP複合物。

## 外部連結
- EC number 2.7.7.- （页面存档备份，存于） - nucleotidyltransferases